# White River (Indiana)
|  | For andre floder med samme navn, se White River |
White River er en flod med to grene som flyder gennem det centrale og sydlige Indiana, USA. Den er hovedtilløbet til Wabash River som fortsætter i Ohiofloden og Mississippifloden.
White River er 583 km lang langs den vestlige gren som anses som hovedgrenen.

## Forløb
Den vestlige forgrening er 502 km lang. Den begynder syd for Winchester og passerer byerne Muncie, Anderson og Indianapolis før den løber sammen med den østlige forgrening.
Den østlige forgrening er 309 km lang. Den begynder i Columbus ved sammenløbet af Driftwood River og Flatrock River og passerer Seymour før den løber samen med den vestlige gren.
Efter sammenløbet af de to grene flyder White River yderligere 80 km før den ender i Wabash River ved grænsen mellem Inidiana og Illinois.

## Forurening
White River var været stærkt forurenet. Det begyndte allerede med opdagelsen af naturgas i Indiana i 1886 som førte til industrialisering med udledning af spildevand fra både fabrikker og kloaker direkte til floden. Det tiltog indtil White River i begyndelsen af 1970'erne var voldsomt forurenet. Det var da almindeligt at se White River være grøn, brun, gul og/eller rød på grund af udledninger af urenset industrispildevand og kloakvand. Giftstoffet som ammoniak, cyanid og tungmetaller gjorde at kun de mest hårdføre organismer kunne leve i vandet.
Fra det tidspunkt begyndte en indsats for at afhjælpe forureningen, og i dag er meget af det oprindelige dyreliv vendt tilbage til floden.
Floden har også indeholdt store mængder pesticider (herbicider og insekticider) som er brugt meget i flodens afvandingsområde. Herbicider brugt ved dyrkning af majs og sojabønner udgør den største del. Pesticiderne som hyppigst blev fundet nær udmundingen af White River i perioden 1991-1995 var alachlor, atrazine, cyanazine og metolachlor.
I 1999 var der et tilfælde af udbredt fiskedød over 80 km af den vestlige gren med anslået 4,6 millioner døde fisk (187 t) som skyldtes et stor kemikalieudslip fra en virksomhed i Anderson.

## Eksterne links
- Wikimedia Commons har flere filer relateret til White River (Indiana)

40°04′46″N 84°55′57″V / 40.0794°N 84.9325°V